# جوني رايت (لاعب كرة قدم)
جوني رايت (بالإنجليزية: Johnny Wright)‏ (24 نوفمبر 1975 ببلفاست في المملكة المتحدة - ) هو لاعب كرة قدم بريطاني في مركز الدفاع. لعب مع أردز وغلينافون ونورويتش سيتي وWroxham F.C. ‏.

## وصلات خارجية
- جوني رايت على موقع قاعدة بيانات كرة القدم.إي يو (الإنجليزية)
- جوني رايت على موقع عالم كرة القدم.نت (الإنجليزية)